# サミット・エンターテインメント
サミット・エンターテインメント（Summit Entertainment）は、アメリカの映画配給・製作会社。ライオンズゲート・スタジオ傘下。本社はカリフォルニア州にある。

## 製作作品
- PUSH 光と闇の能力者
- メメント
- ペネロピ
- P2
- トワイライト〜初恋〜
- ノウイング
- レーシング・ストライプス
- 告発のとき
- サハラ 死の砂漠を脱出せよ
- Mr.&Mrs. スミス
- ATOM
- ニュームーン/トワイライト・サーガ
- ONCE ダブリンの街角で
- ステップ・アップ
- ブラザーズ・グリム
- ドライブ・アングリー3D
- エクリプス/トワイライト・サーガ
- RED/レッド
- ジュリエットからの手紙
- リメンバー・ミー
- 崖っぷちの男
- シャドー・チェイサー
- ダーケストアワー 消滅
- ウォールフラワー
- ファインド・アウト
- キング・オブ・エジプト

## 配給作品
- ナットのスペースアドベンチャー3D
- ハート・ロッカー
- ゴーストライター
- グランド・イリュージョン
- ジョン・ウィック
- グランド・イリュージョン 見破られたトリック
- クリミナル 2人の記憶を持つ男